# 惠民专区
惠民专区，中华人民共和国山东省已撤消的专区，在今山东省北部。

## 惠民专区
1950年5月11日，渤海区党委、渤海行署区撤销，渤海下辖的垦利专区（四专区）改设为惠民专区，由山东省直辖，专员公署驻惠民县城。辖原垦利专区所属惠民、垦利、滨县、无棣、蒲台、利津、沾化、阳信8县；及原清河专区划入的博兴、广饶、高青、齐东4县。惠民专区辖12县。
惠民历史上就是府城，建成区也较大，党政机关都能住下，但最大的问题就是位置偏西，往西过了石庙就是德州地界。当时交通不便，除了沧州至潍县的沧潍公路（也是土路），其余都是马车道，再无正规路。从广饶到惠民县城120公里没有公路客运车辆，骑自行车一天都到不了。因此，惠民地委酝酿选择专区的中心位置作为地委、专署的驻地。选在了滨县的北镇。北镇地处惠民专区的区域中心，到广饶、无棣、惠民均为60公里左右；北镇是经济商贸中心，北镇濒临黄河的道旭渡口，黄河水运可达济南、出海。安排专区行署建设科长于廉东负责筹建搬迁北镇的办公、生活设施。1952年10月，地委大院、行署大院基本建成，迁驻滨县北镇（今滨州市市区）。1953年，原淄博专区所属邹平、长山、桓台3县划入。
1955年，原德州专区所属乐陵、商河、临邑、济阳、德平5县划入；辖县作以下调整：
1. 撤销德平县，并入临邑、商河、乐陵、德县4县；
2. 撤销垦利县，并入利津、广饶2县；
3. 撤销蒲台县，并入博兴县；
4. 撤销长山县，并入邹平县；
5. 撤销高青县，并入齐东县。

调整后，惠民专区辖15县。
1958年，辖县撤并如下：
1. 撤销齐东县，并入邹平、博兴2县；
2. 撤销桓台县，并入博兴县；
3. 撤销阳信县，并入无棣县；
4. 撤销利津县，并入沾化县；
5. 撤销滨县，并入惠民县；
6. 撤销济阳县，并入临邑县；
7. 撤销乐陵县，并入商河县；

1958年10月，惠民专区与淄博市合并为淄博专区，专区机关驻张店，原惠民专区机关并入淄博专区，人员迁入张店。将临邑、商河2县划归聊城专区。滨县并入惠民县，惠民县委县政府机关进驻北镇的地委、专署两大院。
1961年1月，撤销淄博专区，同时恢复惠民专区与淄博市，同时批准恢复滨县的建制。惠民县机关撤出两大院，回到惠民县城；惠民专区迁回滨县北镇的两大院。辖惠民、无棣、沾化、邹平、博兴、广饶、垦利（1960年恢复）、乐陵、临邑9县。同年，将乐陵（1960年，商河县改名乐陵县）、临邑2县（两县于1960年由聊城专区划回淄博专区）划归德州专区；恢复桓台、高青、利津、阳信、滨县5县。惠民专区辖12县。
1967年，撤销惠民专区，改置惠民地区。

## 惠民地区
惠民地区辖原惠民专区的惠民县、滨县、无棣县、沾化县、邹平县、博兴县、利津县、阳信县、广饶县、垦利县、桓台县、高青县，共12县。
1982年8月2日，设立滨州市（县级），以滨县的北镇、博兴县的小营公社和蔡寨公社的朱全镇管区为滨州市行政区域。
1982年11月10日，垦利县、利津县划归新设立的东营市管辖。
1983年8月30日，桓台县划归淄博市管辖，广饶县划归东营市管辖。
1987年2月25日，撤销滨县，将其行政区域并入滨州市。
1989年12月2日，高青县划归淄博市管辖。
1992年2月12日，惠民地区更名为滨州地区。
2000年6月10日，撤销滨州地区，设立地级滨州市。